# Енгема
Енгема (англ. Yengema) — город на востоке Сьерра-Леоне, на территории Восточной провинции. Входит в состав округа Коно.

## Географическое положение
Город находится в северной части провинции, на расстоянии приблизительно 235 километров к востоку от столицы страны Фритауна. Абсолютная высота — 430 метров над уровнем моря.

## Население
По данным переписи 1985 года численность населения города составляла 12 938 человек.
Динамика численности населения города по годам:
| 1963  | 1974   | 1985   | 2013   |
| ----- | ------ | ------ | ------ |
| 7 313 | 14 793 | 12 938 | 13 401 |

На территории города проживают представители различных этнических групп (мандинка, коно, фула, куранко, темне). Большинство верующих — мусульмане, проживает также значительное христианское меньшинство. Основной язык общения — крио.

## Экономика и транспорт
Основу экономики города составляет добыча алмазов.
В окрестностях города расположен одноимённый аэропорт.